# Інвентарі

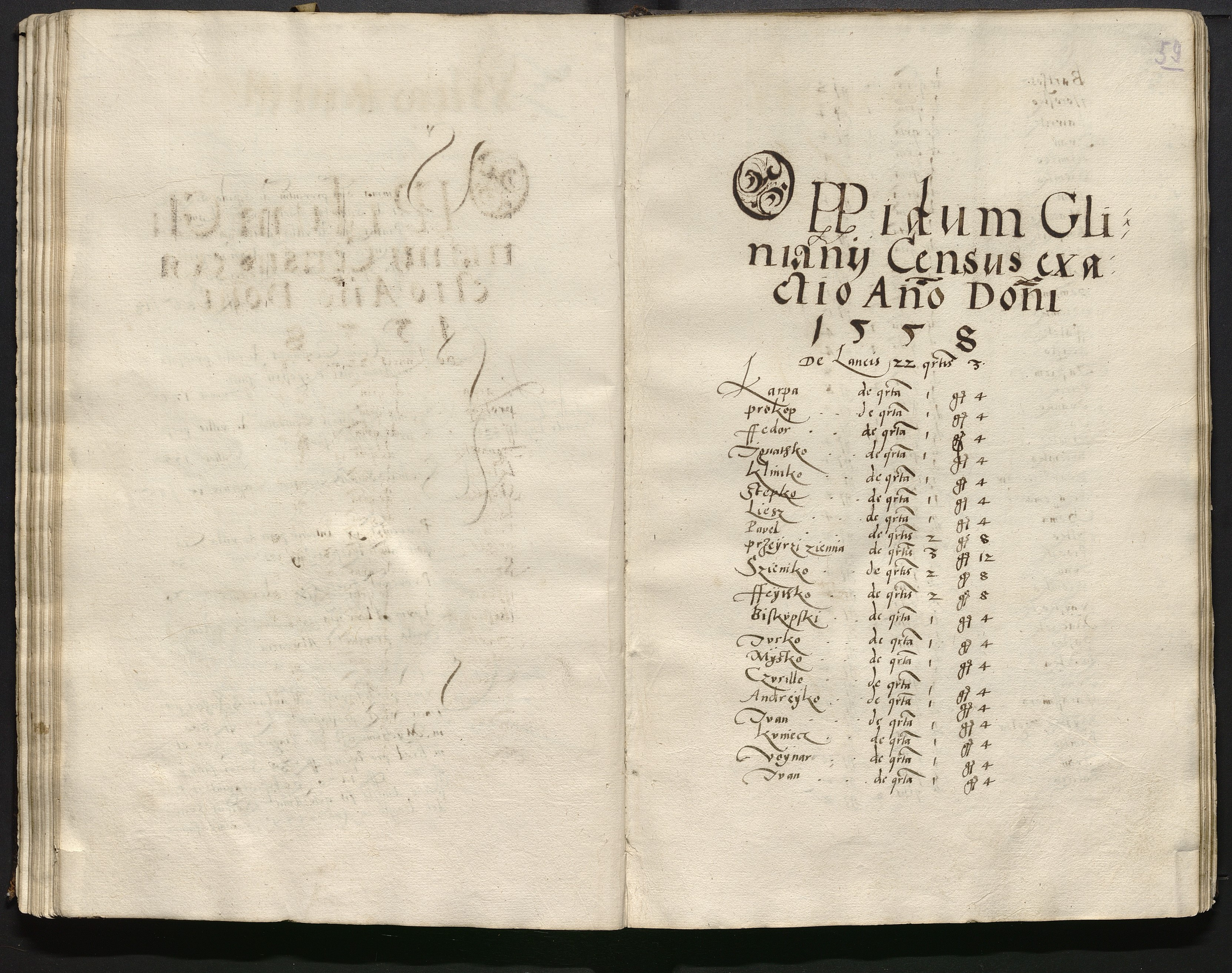
Фрагмент інвентаря міста Глиняни 1558 року (суч. Львівська область)

Інвентарі (лат. inventarium — «опис») — господарські описи міст, замків, королівських, старостинських і поміщицьких маєтностей на західноукраїнських землях, Правобережній Україні, в Білорусі, Литві і Польщі в 15 — 1-й пол. 19 ст.

## Загальний опис та історія
Інвентарі міст, замків подають відомості про фортечні споруди, їхнє озброєння, про стан торгівлі, ремесла, про збір податей з міщан і феодальнозалежного населення тощо.
Інвентарі маєтків містять дані про їхні земельні угіддя, про використання праці кріпаків, наявність у маєтках живого і мертвого реманенту, про доходи маєтків від продажу сільськогосподарської продукції і горілки, про майновий стан селян, забезпечення селянських господарств землею і робочою худобою, про виконання селянами панщини, натуральних і грошових данин, податей тощо.
Вперше господарські описи було запроваджено грамотами польських королів Ягайла (1413) і Казимира IV (1457) в державних маєтках для визначення обсягу феодальних повинностей селян. У кінці 15 — на початку 16 ст. описи державних маєтків набули офіційної назви «інвентарів». Широкому застосуванню інвентарів сприяв перехід державних і поміщицьких маєтків до волочної системи господарювання («Устава на волоки», 1557). 1589 року польський сейм запропонував поміщикам складати І. при здаванні маєтків в оренду, в заставу за борги, при переході маєтків під опіку. У 18 ст. інвентарі повсюдно поширилися в поміщицьких маєтках. З виданням царським урядом інвентарних правил 1847-1848 років інвентарі стали обов'язковими для всіх поміщицьких господарств Правобережної України.
Складання інвентарів на західноукраїнських землях було скасовано селянською реформою 1848 року, на Правобережній Україні — селянською реформою 1861 року. Інвентарі — цінні документальні джерела до соціально-економічної історії, майнового та правового становища селянства західноукраїнських земель і Правобережної України в 15 — 1-й половині 19 ст.

## Інвентарі маєтків

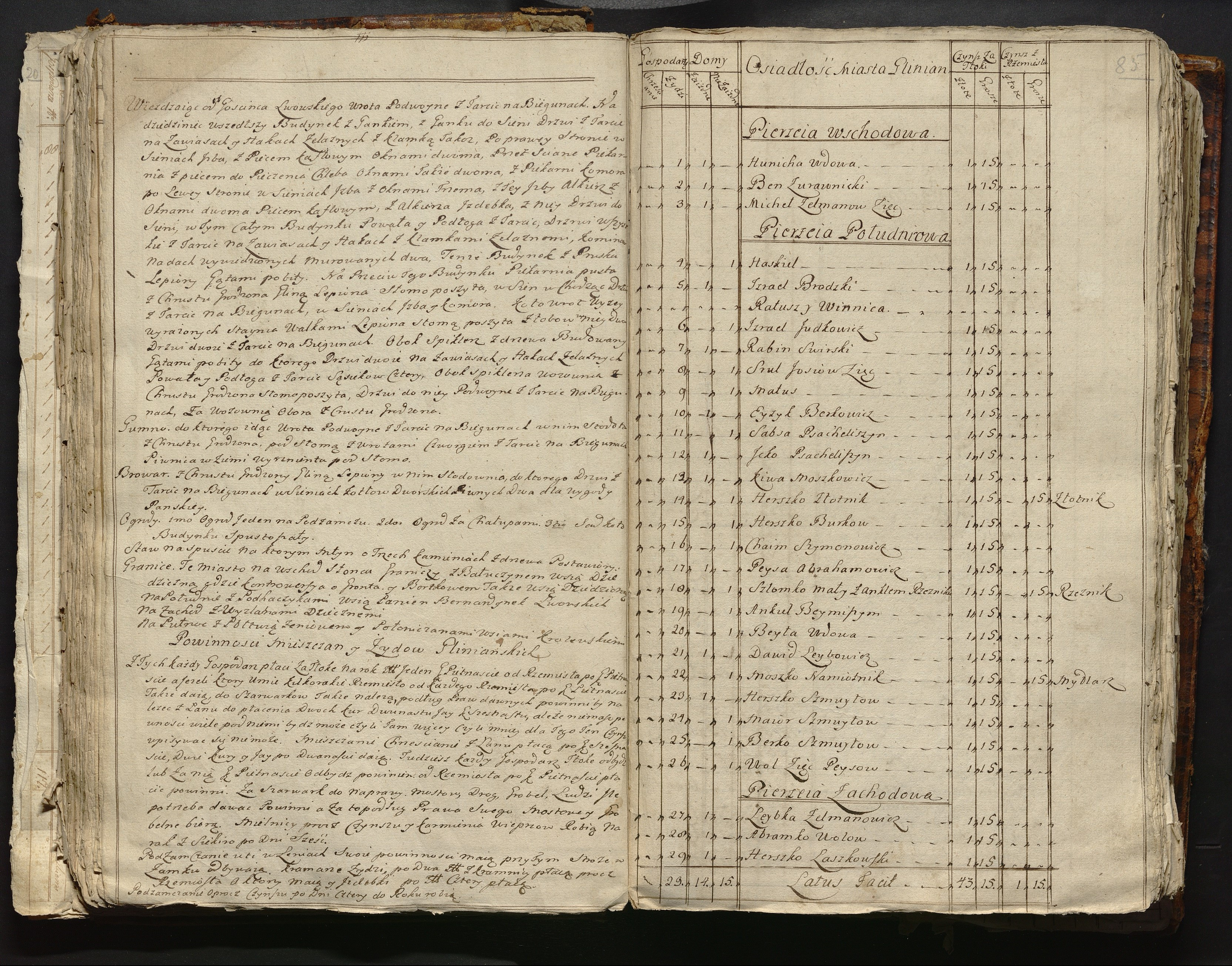
Фрагмент інвентаря міста Глиняни 1765 року (суч. Львівська область). На першій сторінці — опис маєтку та повинностей, на другій — список міщан та перелік їхніх повинностей.

Інвентарі маєтків, також Господарські інвентарі — інвентарні описи великих сільськогосподарських казенних і приватних маєтків з метою реєстрації нерухомості, належної феодалу, а також селян і їх нерухомості, з зазначенням накладених на селян повинностей.

### Структура
Переважна більшість господарських інвентарів складається з двох відмінних змістових частин:
- описового фрагменту,
- переліку підлеглих жителів.

Наявність переліку підлеглих жителів виводить інвентарі у коло важливих документів з історії селянських родин, їх генеалогії.

### Історія
Господарські інвентарі постають від кінця XV ст., щоразу частіше у міру зростання значення феодальної ренти. Спочатку з'явилися інвентарі костельні, далі — королівські, шляхетські і міські.
Практика укладання інвентарів на теренах Поділля тривала два століття, охоплюючи фактично усі сільські населені пункти. Як наслідок, утворився потужний джерельний комплекс, який, попри значні втрати зберігає свої інформативне значення і донині.
Господарські інвентарі на території Поділля з'явилися як продукт державно-господарської системи Речі Посполитої. Тому досвід їх вивчення польськими істориками є актуальним для української історичної науки. Зокрема, польські вчені розробляють й інші аспекти джерельної вартості інвентарів у працях, присвячених питанням ономастики та її антропонімістичних досліджень. Систематично тут публікуються тексти інвентарів у відповідних рубриках наукових збірників, часописів та як окремі видання.

### Класифікація
Господарські інвентарі за походженням поділяються на дві великі групи — інвентарі державних і приватних маєтків.
За призначенням виділяються кілька типів інвентарів:
- фільваркові, які використовувалися економією маєтку для господарського обліку;
- подавчі, що складалися при передачі маєтків в оренду або заставу;
- традиційні, які упорядковувалися судовими виконавцями при передачі маєтків боржників у традиційну посесію кредиторам;
- перевірочні, що складалися у випадку виникнення суперечок між власниками маєтків та посесорами;
- «масальні», які з'являлися при поділі майна між спадкоємцями.

Інвентарі казенних маєтків мали свої особливості укладання. Відповідно, ми вирізняємо серед них люстраційні, повірочні, оброчні, геометричні.
Можлива і хронологічна класифікація:
- документи періоду Речі Посполитої (кінець XVII — кінець XVIII ст.)
- документи періоду Російської імперії (1793 р. — 1860-ті рр.).

### Використання
Господарські інвентарі казенних і приватних маєтків — цінне історичне джерело, яке віддавна використовують у дослідженнях з історії аграрних відносин, соціальної історії, при вивченні побуту, обрядовості, ментальності селянства. Залучають такі документи до розвідок з історичної демографії, просопографії, біографістики, історії сімей, окремих питань мікрорегіоналістики. Відтак, вони уже давно склали предмет посиленої, хоча й вибіркової, уваги української, російської, польської і радянської історіографій.
Традиційно увага дослідників з території колишньої Російської імперії концентрується на питаннях вартості інвентарів як джерела до соціально-економічної історії: з'ясування обсягів експлуатації селян, виявлення особливостей ведення магнатського і хлопського господарств тощо. Саме за цією ознакою долучали до своїх праць матеріали інвентарів І. О. Гуржій, М. М. Дружинін, В. П. Теплицький, В. О. Маркіна, Є. Д. Сташевський, Т. І. Лазанська, О. П. Крижанівський, А. Л. Зінченко.
Важливим напрямком роботи з інвентарями стала їх публікація. Щоправда, у багатьох таких виданнях подана тільки описова частина документу, без масивних переліків імен і повинностей залежних селян і міщан. Останнім часом все частіше ці документи видають у повному обсязі і, таким чином, залучають до наукового обігу.